# Bạc bromide
Bạc bromide (AgBr) là một loại muối màu vàng nhạt, không tan trong nước, có độ nhạy bất thường với ánh sáng. Hợp chất này là nền tảng phát triển vật liệu dùng trong nhiếp ảnh hiện đại. AgBr được sử dụng rộng rãi trong các loại phim và giấy ảnh. Thậm chí một số người tin rằng nó đã được sử dụng để dệt tấm vải liệm thành Torino. Trong tự nhiên, AgBr được tìm thấy trong quặng bromargyrit (bromyrit).

## Điều chế
Điều chế AgBr bằng phản ứng của bạc nitrat với một muối bromide kim loại kiềm, điển hình là kali bromide:
AgNO3 (dd) + KBr (dd) → AgBr (r) + KNO3 (dd)
Mặc dù ít thuận tiện hơn, AgBr cũng có thể được điều chế trực tiếp từ các nguyên tố bạc và brom.

## Phản ứng
Bạc bromide phản ứng với amonia lỏng, tạo thành nhiều phức amin:
AgBr + nNH3 → Ag(NH3)2+
Chúng bao gồm các phức: {AgBr(NH3)2}, {AgBr2(NH3)2}−, {AgBr(NH3)} {AgBr2(NH3)}−. Phức đầu tiên được kể đến không màu.
Phức 2AgBr·3NH3 và AgBr·3NH3 đều được biết đến dưới dạng chất rắn trắng.
Bạc bromide phản ứng với triphenylphotphin để tạo ra sản phẩm tris(triphenylphotphin).

## Tính chất vật lý

### Cấu trúc tinh thể
AgF, AgCl và AgBr đều có cấu trúc mạng tinh thể lập phương tâm diện (lptd). Sau đây là các tham số mạng tinh thể:
| Hợp chất/Khoáng vật                                                  | Mạng tt                 | Cấu trúc      | Độ dài tế bào mạng tt, a /Å |
| AgF                                                                  | lptd                    | Muối mỏ, NaCl | 4,936                       |
| AgCl, Chlorargyrit                                                   | lptd                    | Muối mỏ, NaCl | 5,5491                      |
| AgBr, Bromargyrit                                                    | lptd                    | Muối mỏ, NaCl | 5,7745                      |
| \| \| \| \| Lập phương tâm diện (lptd) \| Cấu trúc muối mỏ (NaCl) \| |                         |               |                             |
| Lập phương tâm mặt                                                   | Cấu trúc muối mỏ        |               |                             |
| Lập phương tâm diện (lptd)                                           | Cấu trúc muối mỏ (NaCl) |               |                             |

Các ion halide lớn hơn được sắp xếp trong một lập phương bó chặt, trong khi các ion bạc nhỏ hơn lấp đầy các khoảng trống bát diện giữa chúng, tạo ra cấu trúc phối trí 6 trong đó ion bạc Ag+ được bao quanh bởi 6 ion Br− và ngược lại. Hình học phối trí của AgBr trong cấu trúc NaCl là bất thường đối với Ag(I), thông thường nó tạo thành các phức tuyến tính, tam phương (Ag phối trí 3) hoặc tứ phương (Ag phối trí 4).
Không giống như các halide bạc khác, iodargyrit (AgI) chứa cấu trúc mạng tinh thể zincit lục phương.

### Độ hòa tan
Các halide bạc có một khoảng rộng độ hòa tan. Độ hòa tan của AgF gấp khoảng 6 × 107 lần độ hòa tan của AgI. Các khác biệt này được quy cho các entanpy solvat hóa tương đối của các ion halide; entanpy solvat hóa fluoride là lớn bất thường.
| Hợp chất | Độ hòa tan (g/100 g H2O) |
| AgF      | 172                      |
| AgCl     | 0,00019                  |
| AgBr     | 0,000014                 |
| AgI      | 0,000003                 |

### Độ nhạy sáng
Mặc dù các quy trình nhiếp ảnh đã được phát triển từ giữa thế kỷ 19, nhưng đã không có diễn giải lý thuyết phù hợp nào cho đến năm 1938 với việc công bố bài báo của R. W. Gurney và N. F. Mott. Bài báo này đã khởi đầu một lượng lớn nghiên cứu trong các lĩnh vực hóa học và vật lý chất rắn, cũng như cụ thể hơn là trong các hiện tượng nhạy sáng của bạc halide.
Nghiên cứu sâu hơn về cơ chế này cho thấy các tính chất nhiếp ảnh của các bạc halide (đặc biệt là AgBr) là kết quả của các sai lệch so với cấu trúc tinh thể lý tưởng. Các yếu tố như sự phát triển tinh thể, tạp chất và các khuyết tật bề mặt tất cả đều ảnh hưởng đến các nồng độ của các khuyết tật ion điểm và các bẫy điện tử, ảnh hưởng đến độ nhạy sáng và cho phép hình thành một hình ảnh ẩn.
Các khuyết tật Frenkel và biến dạng tứ cực
Khuyết tật chính trong các bạc halide là khuyết tật Frenkel, trong đó các ion bạc nằm ở vị trí ngoài nút (Agi+) ở nồng độ cao với các nút khuyết ion bạc (Agv−) tích điện âm tương ứng của chúng. Điều độc đáo ở các cặp Frenkel AgBr là ở chỗ Agi+ ngoài nút là đặc biệt linh động, và nồng độ của nó trong lớp bên dưới bề mặt hạt (gọi là lớp điện tích không gian) vượt xa nồng độ của khối bên trong. Năng lượng hình thành của cặp Frenkel thấp ở mức 1,16 eV và năng lượng hoạt hóa di chuyển thấp bất thường ở 0,05 eV (so với NaCl: 2,18 eV đối với sự hình thành của cặp Schottky và 0,75 eV đối với di chuyển cation). Những năng lượng thấp này dẫn đến các nồng độ khuyết tật lớn, có thể đạt gần 1% gần điểm nóng chảy.
Năng lượng hoạt hóa thấp trong bạc bromide có thể được quy cho tính phân cực tứ cực cao của các ion bạc; nghĩa là, nó có thể dễ dàng biến dạng từ một hình cầu thành hình elipxoit. Tính chất này là kết quả của cấu hình điện tử d9 của ion bạc, tạo điều kiện cho việc di chuyển của cả ion bạc và nút khuyết ion bạc, vì thế tạo ra năng lượng di chuyển thấp bất thường (đối với Agv−: 0,029–0,033 eV, so với 0,65 eV đối với NaCl).
Các nghiên cứu đã chứng minh rằng các nồng độ khuyết tật bị ảnh hưởng mạnh (lên đến vài lũy thừa của 10) bởi kích thước tinh thể. Hầu hết các khuyết tật, chẳng hạn như nồng độ ion bạc ngoài nút và các nút bề mặt, tỷ lệ nghịch với kích thước tinh thể, mặc dù các khuyết tật nút khuyết là tỷ lệ thuận. Hiện tượng này được cho là do những thay đổi trong cân bằng hóa học bề mặt, và do đó ảnh hưởng đến từng nồng độ khuyết tật khác nhau.
Nồng độ tạp chất có thể được kiểm soát bằng cách phát triển tinh thể hoặc bổ sung trực tiếp tạp chất vào dung dịch tinh thể. Mặc dù các tạp chất trong mạng tinh thể bạc bromide là cần thiết để thúc đẩy sự hình thành khuyết tật Frenkel, các nghiên cứu của Hamilton đã chỉ ra rằng cao hơn một nồng độ tạp chất cụ thể thì số lượng khuyết tật của các ion bạc ngoài nút và các nút dương giảm mạnh theo một vài bậc lũy thừa. Sau điểm này, chỉ có các khuyết tật nút khuyết ion bạc, thực sự tăng theo một vài bậc lũy thừa, là nổi bật.
Bẫy điện tử và bẫy lỗ
Khi ánh sáng chiếu vào bề mặt hạt bạc halide, một quang điện tử được tạo ra khi halide bị mất electron của nó vào dải dẫn:
X− + hν → X + e−
Sau khi electron được giải phóng, nó sẽ kết hợp với một Agi+ ngoài nút để tạo ra một nguyên tử kim loại bạc Agi0:
e− + Agi+ → Agi0
Thông qua các khuyết tật trong tinh thể, electron có thể giảm năng lượng của nó và bị mắc kẹt trong nguyên tử. Phạm vi các ranh giới hạt và các khuyết tật trong tinh thể ảnh hưởng đến thời gian tồn tại của quang điện tử, trong đó các tinh thể có nồng độ khuyết tật lớn sẽ bẫy một electron nhanh hơn nhiều so với một tinh thể tinh khiết hơn.
Khi một quang điện tử được huy động, một lỗ quang h• cũng được hình thành, nó cũng cần phải được trung hòa. Tuy nhiên, thời gian tồn tại của lỗ quang không tương quan với thời gian tồn tại của quang điện tử. Chi tiết này cho thấy một cơ chế bẫy khác biệt; Malinowski gợi ý rằng các bẫy lỗ có thể liên quan đến khuyết tật do các tạp chất. Sau khi bị mắc kẹt, các lỗ thu hút các khuyết tật tích điện âm và linh động trong mạng tinh thể: nút khuyết bạc ngoài nút Agv−:
h• + Agv− ⇌ h.Agv
Sự hình thành của h.Agv làm giảm năng lượng của nó đủ để ổn định phức và giảm xác suất đẩy lỗ trở lại vào dải hóa trị (hằng số cân bằng cho phức−lỗ ở phần bên trong của tinh thể ước tính khoảng 10−4.
Các nghiên cứu bổ sung về bẫy điện tử và bẫy lỗ đã chứng minh rằng tạp chất cũng có thể là một hệ thống bẫy đáng kể. Kết quả là các ion bạc ngoài nút có thể không bị giảm. Do đó, các bẫy này thực sự là các cơ chế thất thoát và được coi là không hiệu quả về mặt bẫy. Ví dụ, oxy trong khí quyển có thể tương tác với các quang điện tử để tạo thành một chất O2−, và chất này có thể tương tác với một lỗ để đảo ngược phức và trải qua tái tổ hợp. Các tạp chất ion kim loại như đồng(I), sắt(II) và cadmi(II) đã được chứng minh là bẫy lỗ trong bạc bromide.
Hóa học bề mặt tinh thể
Một khi các phức−lỗ được hình thành, chúng khuếch tán ra bề mặt của hạt do độ dốc nồng độ được hình thành. Các nghiên cứu chứng minh rằng thời gian tồn tại của các lỗ gần bề mặt hạt là dài hơn nhiều so với của các lỗ bên trong khối, và các lỗ này ở trạng thái cân bằng với brom hấp phụ. Hiệu ứng ròng là cân bằng đẩy ở bề mặt để tạo thành nhiều lỗ hơn. Do đó, khi các phức−lỗ chạm tới bề mặt, chúng phân ly:
h.Agv− → h• + Agv− → Br → {\displaystyle {\frac {\mathrm {1} }{2}}}Br2
Bằng cân bằng phản ứng này, các phức−lỗ liên tục được tiêu thụ ở bề mặt, hoạt động như một bồn rửa, cho đến khi được loại bỏ khỏi tinh thể. Cơ chế này cung cấp đối tác cho việc khử Agi+ ngoài nút thành Agi0, đưa ra phương trình tổng thể là:
AgBr → Ag + {\displaystyle {\frac {\mathrm {1} }{2}}}Br2
Sự hình thành hình ảnh ẩn và nhiếp ảnh
Vì một phim nhiếp ảnh là tùy thuộc vào hình ảnh, sự va chạm của các photon lên hạt tạo ra các electron tương tác để tạo ra kim loại bạc. Càng nhiều photon va vào một hạt cụ thể sẽ tạo ra một nồng độ càng lớn hơn của các nguyên tử bạc, chứa từ 5 đến 50 nguyên tử bạc (trong số ~ 1012 nguyên tử), tùy thuộc vào độ nhạy của lớp nhũ tương. Phim bây giờ có một độ dốc nồng độ các đốm nguyên tử bạc dựa theo cường độ chiếu sáng khác nhau trên khắp diện tích của nó, tạo ra một "hình ảnh ẩn" vô hình.
Trong khi quá trình này đang diễn ra, các nguyên tử brom đang được sản xuất ở bề mặt của tinh thể. Để thu thập brom, một lớp trên cùng của nhũ tương, được gọi là chất làm nhạy, hoạt động như một chất nhận brom.
Trong quá trình rửa phim, hình ảnh ẩn được tăng cường bằng cách thêm một hóa chất, thường là hydroquinon, sự chọn lọc đó khử các hạt có chứa nguyên tử bạc. Quá trình này là nhạy cảm với nhiệt độ và nồng độ, sẽ khử hoàn toàn các hạt thành kim loại bạc, làm tăng cường hình ảnh ẩn theo lũy thừa bậc 1010 đến 1011. Bước này cho thấy lợi thế và sự vượt trội của bạc halide so với các hệ thống khác: hình ảnh ẩn, chỉ mất một vài phần nghìn giây để hình thành và là không nhìn thấy được, đủ để tạo ra hình ảnh đầy đủ từ nó.
Sau khi rửa, phim được "hãm/cố định", trong đó các muối bạc còn lại được loại bỏ để ngăn ngừa khử tiếp, để lại hình ảnh "âm bản" trên phim. Hóa chất được sử dụng là natri thiosunfat và nó phản ứng theo phương trình sau:
AgX (r) + 2Na2S2O3 (dd) → Na3Ag(S2O3)2 (dd) + NaX (dd)
Một lượng không giới hạn các bản in dương bản có thể được tạo ra từ âm bản bằng cách truyền ánh sáng qua nó và thực hiện các bước tương tự được nêu ở trên.

### Tính chất bán dẫn
Khi bạc bromide được nung nóng trong phạm vi 100 ℃ so với điểm nóng chảy của nó, một biểu đồ Arrhenius về độ dẫn ion cho thấy giá trị tăng và "quay lên". Các tính chất vật lý khác như mô đun đàn hồi, nhiệt dung riêng và khoảng trống năng lượng điện tử cũng tăng lên, gợi ý rằng tinh thể đang tiến đến sự mất ổn định. Hành vi này, điển hình của chất bán dẫn, được cho là do sự phụ thuộc nhiệt độ của sự hình thành khuyết tật Frenkel, và khi được chuẩn hóa so với nồng độ khuyết tật Frenkel thì biểu đồ Arrhenius chuyển thành tuyến tính.

## Hợp chất khác
Các phức của AgBr với NH3 đã được mô tả ở trên.
AgBr còn tạo một số hợp chất với N2H4, như AgBr·⅓N2H4 là tinh thể hình kim không màu.
AgBr còn tạo một số hợp chất với CS(NH2)2, như AgBr·CS(NH2)2 là bột màu trắng hay AgBr·2CS(NH2)2 là tinh thể trắng nóng chảy ở 120–121 °C (248–250 °F; 393–394 K) tạo ra chất lỏng trong suốt, đến 180–183 °C (356–361 °F; 453–456 K) thì một chất khí xuất hiện; đến 190 °C (374 °F; 463 K) thì chất rắn chuyển sang màu đen.